# مارثا آرغريتش
مارثا آرغريتش (Martha Argerich) وُلدت في 5 يونيو 1941 في بوينس آيرس، الأرجنتين وهي عازفة بيانو أرجنتينية.

## فترة الطفولة
وُلدت آرغريتش في بوينس آيرس وبدأت العزف على البيانو في عمر ثلاث سنوات (وأصل الاسم آرغريتش غير مؤكد: حيث يقول البعض إنه كاتالان، بينما توصّل البعض إلى أن أصله يرجع إلى كرواتيا). وفي عمر الخامسة، انتقلت إلى المعلم فينتشنزو سكاراموزا (Vincenzo Scaramuzza) والذي أكد لديها أهمية الشعور والحماسة. بدأت آرغريتش أولى حفلاتها في عام 1949 وهي بعمر الثامنة.
بعد ذلك انتقلت عائلتها إلى أوروبا عام 1955 حيث درست آرغريتش مع فريدريك غولدا (Friedrich Gulda) في النمسا. خوان بيرون (Juan Perón)، بعد ذلك أصبح رئيس الأرجنتين، قد جعل قرارهما ممكنًا وذلك بتعيين أبويها في وظائف دبلوماسية في سفارة الأرجنتين في فيينا. درست بعد ذلك مع ستيفان أسكيناس (Stefan Askenase) وماريا كورسيو (Maria Curcio). انتهزت آرغريتش أيضًا فرص فترات التدريب القصيرة مع مادلين ليباتي (Madeleine Lipatti) (أرملة دينو ليباتي (Dinu Lipatti))، وآبي سايمون (Abbey Simon)، ونيكيتا ماجالوف (Nikita Magaloff). وفي عام 1957، عندا كانت في عمر السادسة عشر، فازت بكل من مسابقة جينيف الدولية للموسيقى و(Ferruccio Busoni International Competition)، خلال ثلاثة أسابيع بينهما. وكان في المسابقة الأخيرة عندما قابلت أرتورو بينيديتي ميتشلانجلي (Arturo Benedetti Michelangeli) والذي فيما بعد ستبحث معه من أجل إعطائها دروسًا خلال أزمتها النفسية الشخصية عندما كان عمرها عشرين عامًا، على الرغم من أنها أخذت معه أربعة دروس فقط خلال عام ونصف. وكان تأثرها الكبير من معلمها غولدا، والذي درست لديه لمدة 18 شهرًا.

## الحياة المهنية
وصلت آرغريتش إلى الشهرة الدولية عندما حصلت على الجائزة السابعة مسابقة شوبان الدولية للعزف على البيانو في وارسو عام 1965، في عمر الـ 24. وفي عام 1965، ظهرت لأول مرة في الولايات المتحدة في سلسلة العازفين العظماء (Great Performers Series) بـمركز لنكولن. وفي نفس العام، فقد سجلت أيضًا أول عزف لها، متضمنًا أعمال شوبان وبرامز ورافييل (Maurice Ravel) وبروكوفييف ولست، والتي لاقت نجاحًا عظيمًا. وفي عام 1965، قامت بتسجيل معزوفة شوبان Scherzo No. 3 ورقصة البولونيز 53، وأعمال قصيرة أخرى في السنوات اللاحقة لذلك.
وقد لوحظ من جميع مقابلات آرغريتش أنها تشعر «بالوحدة» على المسرح خلال العزف المنفرد. ومنذ الثمانينيات من القرن العشرين، قامت بعزف منفرد لبعض المقطوعات، بدلاً من التركيز على حفلات و، بالأخص، موسيقى الحجرة، ومصاحبة العازفين في سوناتات. فقد اشتهرت خاصةً بتسجيلاتها القرن العشرين لأعمال من قِبل مؤلفين مثل رخمانينوف وميسيان (Olivier Messiaen) وبروكوفييف. وتُقرن إحدى المجموعات المهمة لرخمانينوف حفلة موسيقى البيانو رقم 3 (سُجلت في ديسمبر عام 1982 لدى راديو بيرلين السيمفوني الألماني تحت إشراف ريكاردو تشيلي) (Riccardo Chailly) مع تشايكوفسكي حفلة موسيقى البيانو رقم 1 (فبراير 1980، أوركسترا سيمفوني إذاعة قصر روندفنك، كيريل كوندراشين) (Kirill Kondrashin).
وتشتهر آرغريتش أيضًا بترجمة رائعة بروكوفييف حفلة موسيقى البيانو رقم 3 ورائعة رافيل حفلة موسيقى البيانو في G ومقطوعة باخ رقم 2 في C الثانوي، والتي قد قامت بتسجيلها عدة مرات واستمرت في عزفها.
وقد شجّعت آرغريتش أيضًا عازفي البيانو الشباب، خلال احتفالها السنوي وظهورها المتكرر كعضو لجنة تحكيم في المسابقات المهمة.[بحاجة لمصدر] وقد توجه عازف البيانو إيفو بروجوليشيه (Ivo Pogorelić) إلى أجواء المسرح الموسيقي كنتيجة لأفعال آرغريتش: بعد استبعاده من الدورة الثالثة لمسابقة فريدريك شوبان الدولية لعزف البيانو في وارسو، فقد دعته «بالعبقري» وتركت لجنة التحكيم احتجاجًأعلى ذلك. ولقد دعمت العديد من الفنانين منهم غابريلا مونتيرو (Gabriela Montero)، ماوريسيو فالينا (Mauricio Vallina)، سيرجيو تيمبو (Sergio Tiempo)، جابريل بالدوتشي (Gabriele Baldocci) وآخرين.
وآرغريتش هي رئيسة الأكاديمية الدولية للبيانو في بحيرة كومو وهي تقوم بالعزف كل عام في مهرجان لوغانو، سويسرا. وقد أنشأت وأصبحت أيضًا المدير العام لمهرجان موسيقى لآرغريتش واللقاء في بيبو، اليابان، منذ 1996.
وكرهها للصحافة والشهرة جعلها تبقى بعيدة عن بريق الشهرة في معظم حياتها المهنية. وعلى الرغم من ذلك كانت معروفة على نطاق واسع كإحدى عازفي البيانو العظماء في وقتها.

## حياتها الشخصية
تزوجت آرغريتش ثلاث مرات. فكان زواجها الأول من الملحن-قائد الأوركسترا روبرت تشن (Robert Chen)، وأنجبت منه ابنة، ليديا تشن، وهي عازفة على آلة الكمان. ومن عام 1969 إلى عام 1973، تزوجت آرغريتش من قائد الاوركسترا تشارلز دوتويت (Charles Dutoit)، وأنجبت منه ابنة، آني دوتويت. واستمرت آرغريتش في تسجيل وعزف أعمالها مع دوتويت. وكان زوجها الثالث هو عازف البيانو ستيفن كوفاسفيتش (Stephen Kovacevich)، وأنجبت منه ابنة، ستيفاني.
في عام 1990، أُصيبت بمرض ورم ميلانيني الخبيث. وبعد العلاج، وصل السرطان إلى مرحلة السكون، لكنه عاد عام 1995، تدريجيًا المتفاقمة إلى رئتيها والغدد الليمفاوية. تبع ذلك كفاح في العلاج في معهد جون واين للسرطان (John Wayne Cancer)، والذي تضمن إزالة جزء من رئتها واستخدام اللقاح التجريبي، ووصل السرطان لدى آرغريتش إلى مرحلة السكون مرة أخرى. وتعبيرًا عن امتنانها، عزفت آرغريتش حيثية قاعة كارينجي والتي يعود ربحها للمعهد. اعتبارًا من 2012، وظلّت آرغريتش معافاة من السرطان.[بحاجة لمصدر]

## الجوائز
- وسام الشمس المشرقة، الأشعة الذهبية مع روزيت 2005 في اليابان.
- جوائز الإمبراطورية 2005 اليابان
- جائزة جرامي لأفضل عزف منفرد (مع الأوركسترا):
  - كلاوديو أبادو (مايسترو)، مارثا آرغريتش وأوركسترا قاعة ماهلر عن بيتهوفن: حفلات موسيقى البيانو رقم. 2 & 3 (2006)
- جائزة جرامي لأفضل عزف موسيقى الحجرة:
  - مارثا آرغريتش وميخائيل بليتنيف عن بروكوفييف (Arr. Pletnev): جناح سندريلا لآلتي بيانو/رافييل: الأم إوزة البرية (Ma Mere L'Oye) (2005)
- جائزة جرامي لأفضل عزف منفرد (مع الأوركسترا)
  - تشارلز دوتويت (مايسترو)، مارثا آرغريتش وأوركسترا سيمفوني بمونتريال عن بروكوفييف: حفلات موسيقى البيانو (Piano Concertos Nos). 1 و 3/بارتوك: حفلات موسيقى البيانو رقم 3 (2000)
- ميدالية كلاوديو آرو التذكارية (1997)
- مسابقة فريدريك شوبان الدولية لعزف البيانو: الجائزة الأولى (1965)
- مسابقة فيروتشيو بوسوني الدولية لعزف البيانو: الجائزة الأولى (1957) [18]
- مسابقة جينيف الدولية للموسيقى: الجائزة الأولى (1957)
- التصويت لها في قاعة الشهرةGramophoneعام 2012.[19]

## وصلات خارجية
- مارثا آرغريتش على موقع IMDb (الإنجليزية)
- مارثا آرغريتش على موقع الموسوعة البريطانية (الإنجليزية)
- مارثا آرغريتش على موقع مونزينجر (الألمانية)
- مارثا آرغريتش على موقع ألو سيني (الفرنسية)
- مارثا آرغريتش على موقع ميوزك برينز (الإنجليزية)
- مارثا آرغريتش على موقع أول موفي (الإنجليزية)
- مارثا آرغريتش على موقع أول ميوزيك (الإنجليزية)
- مارثا آرغريتش على موقع ديسكوغز (الإنجليزية)
- مارثا آرغريتش على موقع قاعدة بيانات الفيلم (الإنجليزية)
- مارثا آرغريتش على موقع ليتربوكسد (الإنجليزية)
- "Argerich--Discography," (August 11, 1999)
- Ross, Alex; 'Madame X', November 12, 2001, a profile of Argerich in النيويوركر
- Martha Argerich, evening talks, the award-winning documentary film about Argerich by Georges Gachot[وصلة مكسورة] - (imdb link)
- Orga, Ates, River Plate Queen (1978, 2006), an interview with Argerich first published in the 1979 International Music Guide
- MUSIC FESTIVAL Argerich's Meeting Point in Beppu, a music festival sponsored by the Argerich Arts Foundation of بيبو (أويتا)
- The Martha Argerich Project
- Argerich Music news, concert schedule, articles, recordings
- Argerich's repertoire through the years
- Martha Argerich biography, CD and concert review by cosmopolis.ch
- Martha Argerich Project Brings Talent to Lugano by Euro News, June 15, 2009